# Душан Јерковић
Душан Јерковић Уча (Огар, код Пећинаца, 2. фебруар 1914 — Кадињача, код Ужица, 29. новембар 1941) био је учитељ, учесник Народноослободилачке борбе и народни херој Југославије.
Потицао је из учитељске породице. Завршио је Учитељску школу у Шапцу и до 1936. године је радио као учитељ. Прву службу добио је у селу Јакаљ, у ужичком крају. Због иступања против режима, заједно са супругом, такође учитељицом, био је 1939. године премештен у село Факовиће у источној Босни, где је службовао до почетка Другог светског рата. Припадао је групи учитеља-комуниста која се окупљала у друштву „Вук Караџић“. Преко брата Небојше, такође учитеља повезао се са илегалном Комунистичком партијом Југославије, чији је члан постао у годинама пред почетак рата.
Јула 1941. године је прешао у рачански крај, где је учествовао у организовању устанка. Био је најпре командир Рачанске партизанске чете, а након бројних успешних акција ове чете, у којима се истакао као добар командант, али и личном храброшћу, био је септембра 1941. године постављен за команданта Ужичког партизанског одреда. Под његовом комадом овај одред је ослободио Бајину Башту, Ивањицу, Чајетину, Пожегу и Косјерић. Након ослобођења Ужица и стварања слободне територије радио је у граду, који је био седиште војног и политичког руководства Народноослободилачког покрета и центар из кога се руководило ослободилачком борбом у целој Југославији.
Учествовао је у одбрани партизанске слободне територије, нарочито у време партизанско-четничког сукоба у јесен 1941. године. Када су у току завршних борби Прве непријатељске офанзиве, немачке снаге надирале из правца Бајине Баште ка Ужицу, Јерковић је 29. новембра 1941. године командовао деловима Ужичког одреда и Радничког батаљона у борби на Кадињачи, где је штићена одступница партизанским снагама и Врховном штабу, који су се повлачили из Ужица. У овој борби погинуло је око 250 партизанских бораца, међу којима и њихов командант Душан Јерковић.
Након смрти Немци су његово тело, као и тело Вуколе Дабића, ради застрашивања становништва изложили у центру Ужица, а потом су их спалили на брду Доварју. За народног хероја проглашен је 25. септембра 1944. године. Неколико основних школа у Србији носи његово име, као и насеље „Браће Јерковић“ у Београду, које је добило име по њему и његовом старијем брату Небојши Јерковићу, који је био командант Мачванског партизанског одреда.

## Биографија

### Детињство и школовање
Рођен је 2. фебруара 1914. године у селу Огару, код Пећинаца у Срему. Потицао је из учитељске породице. Његов отац Милан Јерковић, рођен је 1886. године у селу Катиновац, код Вргин Моста, на Кордуну. Учитељску школу завршио у Петрињи и 1910. године је био постављен за учитеља у Огару. У браку са Анђелијом, рођеном 1886. године у селу Свилошу, на Фрушкој гори, добио је петорицу синова — Бору, Небојшу, Душана, Угљешу и Александра. За време Првог светског рата, породица је била у избеглиштву код мајчине породице у Свилошу, а 1918. године се вратила у Огар. Душанова мајка Анђелија се потом разболела и умрла исте године, па се његов отац поново оженио — учитељицом Милицом, која је од 1918. године била на служби у Огару и с њом је добио још два сина Немању и Синишу и ћерку Мирјану.
У основну школу Душан је пошао 1922. године, а учитељица му је била помајка Милица. Пошто је имао доста деце отац Милан је морао размишљати о њиховој будућности па је одлучио да двојица његових синова — Небојша и Душан буду учитељи. Када је 1926. године Душан завршио основну школу, Милан је добио премештај у село Буђановце, код Руме. Премештај је тражио још раније како би био што ближи железничкој прузи Рума-Шабац и на тај начин омогућио својој деци да лакше путују у најближу гимназију која се налазила у Руми. У селу Буђановцима отац Милан је остао на служби све до 1946. године када је отишао у пензију.
Пуне четири године, од 1926. до 1930. године Душан је похађао гимназију у Руми, свакодневно путујући из Буђановаца. Заједно са доста друге деце, која су из околних села долазила у румску гимназију, он је у Руму стизао раним јутарњим возом у 6 часова, али је директор гимназије овим ђацима-путницима излазио у сусрет и дозвољавао им да у зграду школе улазе пре почетка наставе. У време гимназијских дана Душан је био велики љубитељ спорта, а посебно фудбала, који је често играо са својим друговима.
Након завршетка мале матуре, Душан је уписао Учитељску школу у Шапцу, коју је завршио 1934. године. За време школовања је становао у Шапцу, а викендом је одлазио у посету породици у Буђановце. Током школовања, велики утицај на Душана је оставио његов професор психологије и педагогије од кога је како је сам истицао стекао неопходно знање потребно сваком васпитачу, које му је служило да упозна унутрашња збивања код деце. У току школовања открио је свој таленат за музику па је често свирао виолину. Кроз музику и песму Душан је био омиљен код својих другова. Летње распусте Душан је проводио у Буђановцима, где је такође био радо приман у друштво омладине, али и старијих. Као велики љубитељ музике, било је случајева да са сеоским музичарима свира на разним сеоским весељима.
У старијим разредима Учитељске школе, када је већ почео да предаје у основној школи и изводи практичну наставу, Душан је почео доста да чита. Волео је да чита дела Лазе Лазаревића, Ђуре Јакшића, Јована Јовановића Змаја, Бранислава Нушића и других домаћих писаца и песника, али се преко свог старијег брата, такође учитеља Небојше Јерковића почео интересовати и за марксистичку литературу.
Након завршетка Учитељске школе, октобра 1934. године Душан Јерковић је отишао на одслужење војног рока. Био је распоређен у Школу резервних официра у Сарајеву у 24. чету Четвртог ђачког батаљона. Душан није имао велику жељу да буде резервни официр, па је брзо дошао у сукоб са претпостављеним капетаном, који га је потом почео кажњавати. Најпре са пет дана затвора, а потом са десет и тако док га на крају нису избацили из Школе резервних официра и пребацили међу обичне војнике, где је служио војни рок у трајању од 18 месеци, а разлику од Школе резервних официра где је „ђачки рок“ трајао свега девет месеци.

### Учитељска служба
У пролеће 1936. године Душан се вратио са одслужења војног рока и поднео је молбу Министарству просвете за постављење у службу. Своју прву, али привремену службу добио је у селу Јеловик, код Бајине Баште, које се налази на путу Ужице-Рогатица. У овој школи је остао свега неколико месеци — до завршетка школске године јуна исте године. Након тога добио је прву праву службу у оближњем селу Јакаљ. Овде је остао три школске године — 1936/37, 1937/38 и 1938/39. Радио је заједно са учитељем Милијом Шијакинићем, који је био и управитељ школе. Они су становали у заједничкој соби у склопу школе и доста су се дружили. Одлазили су и у посете учитељима у околним селима, а најчешће у Зарожје код учитеља Николе Аћимовића и Варду код учитељице Јелице, која је била родом из Ужица. Између Душана и Јелице су се јавиле симпатије, па су се 1938. године венчали, а 4. јула 1939. су добили сина Јерка.
Душанов брат Небојша Јерковић, као и његова супруга Катарина, која је такође била учитељица, били су чланови Учитељско културне-издавачке задруге „Вук Караџић“. Небојша је био један од водећих чланова овог удружења, које је било легалан облик деловања револуционарног покрета, којим је руководила тада илегална Комунистичка партија Југославије (КПЈ). Имао је велики углед међу учитељима и касније је био изабран за председника овог удружења. Преко брата и Душан се укључио у рад овог учитељског удружења, које је у периоду од 1938. до 1940. године, за време зимског распуста организовало педагошке недеље, а за време летњег распуста политичке семинаре. На овим скуповима учитељи су добијали нова сазнања из марксизма и упознавали се са идејама и учењима Карла Маркса, Фридриха Енгелса, Владимира Лењина и др.
Иако је у политичком смислу био комунистички опредељен, Душан још увек није био члан Комунистичке партије Југославије. Сматрајући да треба да се свим начинима бори против тадашњег режима у Краљевини Југославији, за време предизборне кампање за парламентарне изборе децембра 1938. године активно се укључио у агитацију за опозициону листу „Блок народне слоге“, која је наступала насупрот прорежимске Југословенске радикалне заједнице Милана Стојадиновића. На предизборном скупу одржаном у селу Варди био је један од говорника и јавно је позвао народ да не гласа за тамошњег режимског кандидата министра Милоја Рајаковића.
Због иступања против режима, Душан Јерковић је заједно са супругом Јелицом био кажњен премештајем у село Факовиће, код Сребренице. До премештаја на нову службу дошло је на крају школске 1938/39. године, па је нову службу започео у септембру на почетку нове школске 1939/40. године. Ово је била његова последња служба, где је остао до одласка у партизане 1941. године. Нако доласка у нову средину, наставио је са својим просветним, али и политичким радом. Убрзо се приближио не само ученицима, већ и старијим мештанима. Пошто је добро познавао пољопривреду, давао је мештанима корисне савете о узгоју кромпира, припреми сточне хране и др. Ученици су га неизмерно волели јер су га доживљавали као старијег друга, а не као строгог учитеља.
Непосредно пред избијање Другог светског рата у Југославији, Душан Јерковић се повезао са члановима Комунистичке партије Југославије. У том времену је био и примљен у чланство КПЈ, с обзиром да је његов брат Небојша примљен у партијско чланство 1939. године. Пошто на терену Факовића није било организације КПЈ, он је одржавао везу са ужичком партијском организацијом, а на вези га је држао Душан Вишић делегат Окружног комитета КПЈ за рачански срез.
Уочи рата, Душан је често био позиван на војне вежбе, а пратећи политичку ситуацију у земљи и свету, као и ратне догађаје, који су у Европи избили септембра 1939. године закључио је да мора доћи до рата у Југославији и обрачуна са фашизмом. У том смислу одлучио је да се додатно едукује проналазећи разне књиге са војном тематиком из којих је добијао нова сазнања о војној организацији и ратној тактици. Након војног пуча и одбацивања Тројног пакта, крајем марта 1941. године нова Влада на челу са генералом Душаном Симовићем је објавила општу мобилизацију. Душан је тада добио позив да се јави на зборно место у близини Руме. Овде га је затекао почетак Априлског рата, али и брза пропаст и капитулација Југословенске војске, након чега је избегао заробљавање и вратио се у Факовиће.

### Формирање Рачанске партизанске чете
Након окупације Југославије, Душан је са породицом остао у Факовићима. Наставио је да одржава везу са ужичким комунистима, а према њиховим директивама политички је радио са народом. Као учитељ уживао је велики углед међу људима, па је обилазио разне састанке и зборове, на којима је људима објашњавао новонасталу политичку ситуацију у Југославији. Крајем јуна 1941. године добио је позив да пређе на терен Бајине Баште, ради припрема за организовање устанка. Пошто је Душан пре рата радио у селима на територији рачанског среза и био познат међу мештанима, било је предвиђено да он овде врши агитацију за Народноослободилачки покрет (НОП).
Припремајући се за одлазак на терен Бајине Баште, 12. јула 1941. године га је затекла вест да су усташе почеле са масовним хапшењем Срба у селима у околини Факовића, након чега је са породицом морао да се пребаци преко Дрине у Србију. Дошао је у село Оклетац код свог пријатеља учитеља Богдана Пешића, а потом се пребацио у село Костојевиће, где се повезао са члановима Комунистичке партије. Пошто му се син разболео, договорио се са супругом да њих двоје као избеглице из Босне оду код њених родитеља у Ужице. Доласком у рачански срез, Душан се укључио у припреме за формирање партизанске чете, којима је руководио Душан Вишић, студент технике.
У ноћи 2/3. август 1941. године у Благојевом гају одржан је састанак чланова КПЈ из рачанског среза на коме је донета одлука о формирању Рачанске партизанске чете. Сутрадан 3. августа на месту Кепина колиба на Тари, у близини села Зарожје окупило се 18 бораца од којих је званично формирана Прва рачанска партизанска чета, која је била у саставу Ужичког партизанског одреда „Димитрије Туцовић“, формираног 7. јула 1941. године. За командира чете био је одређен Душан Јерковић, за политичког комесара Душан Вишић, за заменика командира Рајак Павићевић, учитељ из Бајине Баште и за заменика политичког комесара Миленко Топаловић, кројачки радник из Бајине Баште. Убрзо након формирања, Рачанска чета је извела своју прву оружану акцију — у ноћи 7/8. августа 1941. године напала је граничну посаду у селу Бесеровина, коју је сачињавало око 10 жандара. Преко раније успостављене везе жандари су обећали да ће у случају напада оружје и муницију предати без борбе. За ову акцију јавило се петнаест добровољаца, са којима су пошли Јерковић и Вишић. Они су пажљиво пришли караули, а након тога су борци, који су били наоружани, кренули ка згради у којој су се налазили жандарми. Душан Јерковић је стао код једног прозора, а Душан Вишић код другог и са упереним пиштољима су позвали жандарме на предају. На ово је једино граничарски командир успео да узме пушку и да опаливши потрчи ка вратима, након чега га је један од партизана усмртио. После тога Душан Јерковић је ранио једног граничара који је такође покушао да потегне оружје. Остало људство карауле се према раније постигнутом договору, предало без борбе и отишло кућама. У овој акцији партизани су запленили пет пушака и нешто муниције.

### Прве устаничке акције
У наредних неколико дана Рачанска чета је попалила општинске архиве у селима Солотуши, Рачи, Заовинама и Растишту, а свим општинским управама забранили рад. У току ових акција чета је запленила доста наоружања и друге војне опреме. Како би ослободили заробљеног борца, кога су по задатку послали у околину Бајине Баште, Штаб Рачанске чете је организовао акцију његовог спашавања. Њега су ухватили жандарми и затворили у зграду Среског начелства у Бајиној Башти. Група од 20 бораца је у ноћи 10/11. августа ушла у Бајину Башту и опколила зграду начелства. Жандарми пружили јак отпор, а у помоћ су им дошли и Немци, па су се партизани морали повући. Пошто је Штаб чете инсистирао на ослобођењу заробљеног друга, одлучено је да се акција понови сутрадан. Тада су петорица партизана усред дана дошла у град и ушла у зграду начелства заједно са осталим странкама. Они су након тога уперили пиштоље у жандарме и натерали их да ослободе заробљеног борца Марића. Након овога они су се повукли из града. Ова акција оставила је велики утицај на грађане Бајине Баште, али не и на Штаб Рачанске чете јер је свега неколико дана касније Марић побегао из партизана са још двојицом бораца. Касније је утврђено да су они били убачени у партизанску чету, као агенти, а касније су пришли четницима.
Након првих акција Рачанска партизанска чета је стекла прва борбена искуства и организационо се учврстила, а приливом нових бораца нарасло је њено бројно стање и била је боље опремљена оружјем и муницијом. Ово јој је омогућило да у наредном периоду изводи веће борбене задатке, па је била прва чета у саставу Ужичког партизанског одреда која је изводила веће акције. Једна од таквих акција била је изведена у ноћи 18/19. август када је група од 20 бораца упала у Бајину Башту и опљачкала зграду Пореске управе из које је узета већа сума новца, намењена квислиншкој управи и издржавању стационираних немачких снага. Стража која је чувала зграду Пореске управе није пружила отпор партизанима, па је акција извршена мирно и партизани су потом напустили град и повукли се у логор на Тари. Након ове акције Рачанску чету су посетили Милинко Кушић, политички комесар Ужичког одреда и Бора Барух. Тада је била одржана четна Конференција на којој је Кушић похвалио борце и команду Рачанске чете за активност и постигнуте резултате.
Константин Константиновић срески начелник у Бајиној Башти, био је револтиран честим упадима партизана у град, па је обећао Немцима да ће средити ситуацију у рачанском срезу. Након што је сазнао где се налази логор Рачанске чете он је позвао Немце и албанску жандармерију, која је била доведена са Косова и позиционирана у Ужице, ради борбе са партизанима на терену ужичког округа. У току ноћи 21/22. августа група од око 600 Немаца и албанских жандарма је у три колоне кренула ка партизанском логору у близини Калуђерских Бара. О покрету непријатељских снага, партизане је упозорила управница Дечијег дома на Калуђерским Барама. Не знајући јачину и распоред непријатељских снага, Команда чете је одлучила да се не упушта у директан сукоб с нападачем и потом је напустила логор и повукла се на Анђића вис, у пошумљенији део Таре, који је био у позадини непријатеља. Након завршетка акције, чета се поново вратила у свој логор. Знајући да је иницијатор напада био Константиновић, Команда чете га је осудила на смрт, након чега су се тројица омладинаца јавила да добровољно изврше пресуду у самој Бајиној Башти. Након успостављене везе са начелниковим возачем, који је био симпатизер партизана Ударна група је у току ноћи ушла у град и сакрила се на тавану куће преко пута зграде болнице где је била смештена немачка команда. Знајући да Константиновић свакодневно одлази у немачку команду одлучили су да овде изврше атентат. Када је око 9 часова испред зграде команде стигао начелников аутомобил, омладинци су истрчали из куће на улицу и на Константиновића испалили неколико хитаца. Тешко рањени начелник је пао на плочник, а изненађени немачки стражар је побегао у зграду команде. Чланови Ударне групе успели су да неопажено побегну из града и обавесте Штаб чете о успеху акције. Константиновић је након атентата био однет у ужичку болницу у којој је умро 10. септембра.
Крајем августа 1941. године Рачанска партизанска чета се пребацила у подручје села Вишесава, недалеко од Бајине Баште, с намером да дејствује и у источном делу рачанског среза. Након тога биле су попаљене општинске архиве у селима Пилици, Дубу, Костојевићима, Овчињи и Рогачици. У Рогачици је била разоружана гранична посада, па је притом било заплењено 15 пушака и доста муниције. Чета се потом пребацила у село Зарожје и на Пашиној равни одржала збор, на коме је говорио политички комесар чете Душан Вишић. Заслугом вештог руковођења, као и личном иницијативом команданта чете Душана Јерковића Рачанска чета је успела да разбије и растури читав апарат квинслишке власти на територији рачанског среза, изузев Бајине Баште.

### Командант Ужичког одреда
У селу Горобиље, код Ужичке Пожеге, 6. септембра 1941. године одржано је војно-политичко саветовање Штаба Ужичког партизанског одреда и Окружног комитета КПЈ за Ужице, на коме су учествовали руководиоци чета Ужичког одреда и партијски радници са терена ужичког округа. Саветовању је присуствовао и Родољуб Чолаковић, члан Главног штаба НОП одреда Србије, који им је пренео директиву Врховног команданта Јосипа Броза Тита о стварању слободне територије на подручју западне Србије. На саветовању је размотрено и анализирано стање, устаничке активности и резултати војно-политичког деловања Ужичког одреда пошто је Одред бројно растао и могао је прећи на оружане акције већег обима. Након саветовања одржан је састанак Родољуба Чолаковића са члановима Окружног комитета КПЈ за Ужице — секретар Желимир Ђурић и чланови Милинко Кушић, Слободан Пенезић, Добривоје Видић, Стеван Чоловић и Вукола Дабић — на коме је договорена попуна Штаба Ужичког одреда. Приликом формирања Штаба одреда, 7. јула 1941. године за команданта Одреда је био одређен Петар Стамболић, за политичког комесара Милинко Кушић, за заменика команданта Јеврем Поповић и за заменика политичког комесара Желимир Ђурић. Пошто се Стамболић налазио на дужности инструктора Покрајинског комитета КПЈ за Србију у Поморављу он није могао да ступи на ову дужност, док је Желимир Ђурић као секретар ОК КПЈ био заузет другим обавезама, па је Штабом одреда руководио само Кушић. Како би Штаб Ужичког одреда био способан да оствари предстојеће задатке, донета је одлука да се за његовог команданта именује Душан Јерковић, дотадашњи командир Рачанске партизанске чете, који се у претходним борбама истакао као храбар борац и способан руководилац. На месту политичког комесара Одреда остао је Милинко Кушић, а за његовог заменика је био одређен студент Слободан Пенезић Крцун. За заменика команданта је био одређен радник Вукола Дабић, а у Штаб одреда је био именован и Љубо Мићић, стари револуционар и бивши народни посланик КПЈ.
Увече истог дана одржан је састанак чланова новог Штаба одреда и чланова Окружног комитета са представницима партизанских чета, међу којима су били Слободан Секулић, Милисав Вујовић, Мита Игумановић и други. На овом састанку, Родољуб Чолаковић је објаснио да су Централног комитета КПЈ и Главног штаба НОП Југославије, који су разматрајући развој устанка у Србији, а посебно у западној Србији, оценили да је могуће створити већу слободну територију у сливу Западне Мораве, па су као приоритетни задаци, у циљу реализовања ове замисли, били дефинисани следећи планови — омасови чете Ужичког одреда и оријентисати их на ослобађање мањих градова у овом крају, као што су Бајина Башта, Косјерић и Чајетина, а након тога Ужичке Пожеге и Ужица. Одмах након саветовања, чете Ужичког одреда су кренуле у акцију. Једна од првих већих била је поновни напад Рачанске чете на жандармеријску станицу у Бајиној Башти, у којој су се тада налазили сакупљени жандарми из свих жандармеријских станица из среза. Око поноћи партизани су упали у Бајину Башту и изненада напали жандармеријску станицу, након чега су се жандарми предали. У овој акцији заплењена је већа количина наоружања и доста муниције. Пожешка чета је попалила општинске архиве у селима Роге, Висибаба и Здравчићи. Моравичка чета је такође имала успеха у ликвидацији жандармеријских станица, као и Златиборска и Прва ужичка чета, које су своју активност испољиле на железничкој прузи Ужице—Вишеград.
Прво место предвиђено за ослобођење била је Бајина Башта. Припремом овог напада руководио је командант Одреда Душан Јерковић, а поред Рачанске чете, у нападу је учествовала и Црногорска партизанска чета, док је Ужичка чета имала задатак да затварањем друма Ужице—Бајина Башта спречи евентуалну интервенцију немачких снага из Ужица. Рачанска и Црногорска чета су 11. септембра 1941. увече кренуле ка Бајиној Башти, у којој су се налазила немачка посада од десетак војника, утврђених у згради болнице и жандарми, који су се налазили у касарни. На самом прилазу Бајиној Башти, сусрели су се са већом групом четника војводе Дринског — у ствари Миладина Петровића из Љубовије који се самопрозвао за четничког војводу. Он је на позив неких предратних политичара дошао у Бајину Башту и сместио се у кафани Мише Нирковића. Након сусрета са овим четницима, с којима раније није било отворених оружаних сукоба, Команда Рачанске чете почела је преговор с њеним старешинама око сарадње при нападу на град. Током преговора, четници су налазили изговоре и одуговлачили с одлуком, након чега су партизани одустали од договора и одлучили да крену у напад. Због задржавања с четницима, Рачанска и Црногорска чета су у напад кренуле тек око 4 часа ујутру 12. септембра. Отворили су жестоку ватру на зграду болнице у намери да се бомбаши, под заштитом ватре што ближе привуку зидовима болнице и унутра баце ручне бомбе. У исто време нападнута је и жандармеријска станица, у којој се налазило свега неколико жандарма и полицајаца, јер су се остали, пред сам напад, повукли преко Дрине у источну Босну. У међувремену, четници војводе Дринског су око 7 часова напали партизане с леђа. Баш у тренутку када је обруч око немачке посаде у болници био сужен, а њихов командант убијен. У првом изненадном налету, четници су заробили политичког комесара Рачанске чете Душана Вишића, доктора Монија Левија и још неколико бораца. Душан Јерковић је у последњем тренутку успео да побегне четницима и под кишом метака, трчећи у цик-цак, стигне до групе партизана. Тада је страдало неколико партизана, а међу рањенима је био Јосип Јожа Барух, који је од последица овог рањавања умро у ужичкој болници 2. октобра. Нашавши се између немачке и четничке ватре, партизани су били приморани да се повуку ка селима Рачи и Вишесави, док су опкољени Немци ово искористили и повукли се из Бајине Баште. Ужичка партизанска чета на време је сазнала за новонастале догађаје и кренула је у Бајину Башту. На вест о доласку нових партизанских снага, четници су пустили заробљене партизане и побегли ка Љубовији. Истог дана партизани су ушли у слободну Бајину Башту и поставили страже и патроле у вароши. Прекосутра 14. септембра Рачанска, Црногорска и Ужичка чета су у маршевском поретку и с песмом умарширале у Бајину Башту, а на градском тргу је одржан велики народни митинг, на коме су говорили Душан Јерковић, Душан Вишић и командир Ужичке чете Слободан Секулић.
Након ослобођења Бајине Баште, Ужичка и Рачанска чета су биле упућене на Златибор, како би помогле Златиборској партизанској чети у ослобођењу Чајетине. Душан Јерковић је тада прешао на подручје Ужичке Пожеге, а команду над овим четама је предао Слободану Секулићу. Готово у исто време, са ослобођењем Бајине Баште, Моравичка чета је 13. септембра 1941. године заузела рудник антимона Лис, а након тога је са једним водом Ариљске чете ушла у Ивањицу и формирала команду места. Ариљска и Пожешка чета су 20. септембра напале немачку колону, која је из Ужичке Пожеге кренула да обезбеђује извлачење немачке посаде из Ужица. У овој борби Немци су претрпели велике губитке, па су се морали повући у Пожегу. Сутрадан 21. септембра партизанске снаге су заузеле Чајетину и Палисад од четника Косте Пећанца, под командом војводе Златиборског Радомира Ђекића и Ђуре Смедеревца. Они су се заједно са четницима Боже Јаворског налазили на овом терену, а ишли су и у Ужице на преговоре са Немцима. Након пада Златибора, Немци су се повукли из Ужичке Пожеге и Ужица и предали их четницима Косте Пећанца. Пожешка чета је 22. септембра 1941. године ушла у Пожегу, након чега су се четничке снаге делом разбежале, а делом остале у граду пасивне. Истог дана Ариљска, Пожешка и Моравичка чета уз помоћ Драгачевске чете из Чачанског одреда су напале делове немачког 724. пешадијског пука који се извлачио из Пожеге ка Чачку.

### У ослобођеном Ужицу
Крајем септембра 1941. године Ужички партизански одред je приводио крају свој задатак о ослобођењу ужичког округа и до 23. септембра била су ослобођена сва места изузев Косјерића и Ужица. Црногорска партизанска чета успела је претходно да блокира Косјерић и у зору 24. септембра је ушла у њега, док је жандармеријска посада на време побегла. У страху од партизанског напада, након пада Чајетине и Палисада, Немци су напустили Ужице 21. септембра 1941. године и препустили га жандармима и четницима — војводе Златиборског Радомира Ђекића, који је био у четничкој организацији Косте Пећанца и мајора Манојла Кораћа, који је био у организацији Драже Михаиловића. Власт у граду су им предали на основу споразума од 20. септембра уз гаранцију да неће ометати немачко повлачење из града. Након сазнања да су се Немци повукли из града, Штаб Ужичког партизанског одреда је донео одлуку о заузимању града. За овај задатак била је одређена западна група Ужичког одреда, која је у том тренутку била најближа Ужицу. Како би се избегао сукоб с четницима, била је одређена делегација на челу са Слободаном Секулићем, бившим официром Југословенске војске, која је отишла у Ужице и покушала да с четницима постигне споразум о уласку партизанских снага у град. Пошто су четници одбили сваку сарадњу с партизанима, одлучено је да партизанске чете, које су биле на домаку града, сутрадан изврше напад на град. Када су дознали да партизани припремају напад, оба четничка батаљона су се током ноћи и у рано јутро 24. септембра 1941. године повукла из града ка Јеловој гори. Заједно с четницима из Ужица се повукао и део жандарма и полицајаца, а у граду се задржао само мали део четника с командантом Радомиром Ђекићем и главнина жандармерије.
У зору 24. септембра 1941. године партизани су пре напада на Ужице, у град послали патролу који је пронашла среског начелника Јована Алексића и од њега добила гаранцију за улазак у град. Након тога партизанска патрола је испалила зелену ракету која је била сигнал партизанским снагама да крену у град. За то време, војвода Ђекић је напустио Ужице и отишао ка Јеловој гори. Упоредо са уласком западног дела Ужичког одреда у град, ка Ужицу је кренуо и источни део одреда, а неке јединице су дошле возом из правца Ужичке Пожеге. Штаб Ужичког одреда, на челу са Душаном Јерковићем у град је дошао камионом из Пожеге. У току вечери првог слободног дана у Ужицу се нашао читав Ужички партизански одред, који је извео мању параду у центру града, а након тога је био одржан велики митинг испред хотела „Златибор“.
Ослобођењем Ужица била је остварена директива ЦК КПЈ и Главног штаба НОПОЈ о стварању слободне територије у западној Србији, која је поред територије под контролом Ужичког партизанског одред обухватала и Горњи Милановац, Чачак, Крупањ, Љубовију, Бању Ковиљачу, Лозницу и Богатић, које су ослободиле јединице Чачанског, Ваљевског и Мачванског партизанског одреда. На ову територију наслањала се и слободна територија у Шумадији, на којој су дејствовали Посавски, Космајски, Први и Други шумадијски, Крагујевачки, Поморавски и Краљевачки партизански одред. Након војно-политичког саветовања Врховног штаба, одржаног 26. септембра 1941. године у Столицама, код Крупња, овде је 13. октобра 1941. дошао Врховни командант НОПОЈ Јосип Броз Тито са осталим члановима ЦК КПЈ и Врховног штаба па је тада Ужице постало центар ослобођене територије у Југославији, а овај период Народноослободилачког рата познат је и као „Ужичка република“.
За Душана Јерковића, ослобођење Ужица је представљао и поновни сусрет са породицом — супругом Јелицом и сином Јерком, с којима се није видео од почетка устанка. Током боравка у граду, Душан је с времена на време навраћао да посети породицу, јер је био ангажован на оснивању првих органа „народне власти“, чији је задатак био организовање нормалног живота у граду, као и одбрани града од евентуалног напада непријатеља. Једна од првих мера коју је у овом циљу донео Штаб Ужичког одреда је била одлука о формирању Команде места у Ужицу, чији је први командант био Вукола Дабић. У циљу формирања Градског народноослободилачког одбора Штаб Ужичког одреда је за 26. септембар 1941. године сазвао Конференцију, на коју су поред чланова КПЈ и присталица НОП-а, били позвани и представници грађанских партија. Конференција је била одржана у згради Народне банке и њој је присуствовало око 60 лица, као и војно-политичко руководство Народноослободилачког покрета у ужичком крају, а радом Конференције је руководио Душан Јерковић. Упркос отпору представника грађанских партија, на Конференцији је био изабран Градски НОО одбор на челу са Костом Ђурићем, председником и Миливојем Ковачевићем, секретаром. Неколико дана касније, 3. октобра 1941. године на Конференцији представника месних народноослободилачких одбора са подручја ужичког среза био је формиран у Ужицу Срески народноослободилачки одбор.
Један од главних задатака „народне власти“ у Ужицу било је покретање напуштене фабрике оружја, која је била обновљена и почела свакодневно да израђује око 300 пушака званих „партизанки“. Обновљен је био и рад текстилне фабрике и других радионица, које су биле стављене у службу партизана. Била је обновљена и железничка пруга која је саобраћала на траси Горњи Милановац—Чачак—Ужице—Кремна. На територији Ужичког одреда постојала је читава мрежа партизанских болница, амбуланата и прихватилишта за рањенике и болеснике. Приликом избора Среског НОО одбора, 3. октобра године у Ужицу је био одржан велики митинг на коме су говорили Милинко Кушић, Вукола Дабић и Желимир Ђурић. Они су окупљени народ подсетили на слободарске традиције и позвали их да се прикључе партизанима. Слични митинзи мобилизаторског карактера били су одржани 7. и 16. октобра, на коме су представници Штаба Ужичког одреда и Градског НОО одбора позвали грађане да приступе партизанима. Након низа оваквих митинга, одржаних и у другим ослобођеним местима, у јединице Ужичког одреда почео је да пристиже све већи број нових бораца, а претежно омладине. Командант Ужичког одреда Душан Јерковић је 30. септембра 1941. године издао наредбу којом се на територији читавог ужичког округа мобилишу сви мушкарци од 18 до 40 година способни за борбу и да су дужни да се јаве на одређена мобилизацијска места у седиштима срезова ужичког округа у времену од 2. до 6. октобра. Спровођење у живот ове наредбе ишло је преко команди места и среских и месних народноослободилачких одбора, а обвезници су се могли јављати партизанима или четницима. Због тога су на сваком мобилизацијском месту била два стола — четнички и партизански. Иако је изјашњавање требало да буде слободно и без притиска, обе стране су вршиле агитацију за своју страну. Четници су посебно ометали партизанску мобилизацију, позивајући сељаке на заклетву коју су положили за време служења војске, као и плашећи их да ће одговарати у случају гажења заклетве. Тек од 10. октобра почео је већи прилив у Ужички партизански одред, који је за кратко време нарастао на око 3.000 бораца. Услед прилива нових бораца, чете Ужичког одреда су биле преформиране у батаљоне, од којих је био најбројнији Ужички батаљон, у чијем је саставу било седам чета. Командант овог батаљона био је Слободан Секулић, а политички комесар Љубодраг Ђурић. Штаб Ужичког партизанског одреда остао је мање-више у истом саставу. Пошто је Вукола Дабић био именован за команданта места у Ужицу, на његово место је у другој половини октобра био постављен Радивоје Јовановић Брадоња. Он је раније био командир Колубарске чете у Ваљевском одреду, али се након рањавања у борбама с Немцима за одбрану Љига, почетком септембра, налазио се на лечењу у ужичкој болници.

### Одбрана Ужичке републике
Након протеривања немачких снага и стварања слободне територије, са центром у Ужицу, све више је долазило до раздора између партизанских снага и четника Драже Михаиловића, који је у јесен 1941. године прерастао у озбиљан оружани сукоб, који је трајао да самог краја рата. Један од првих таквих сукоба десио се на територији под контролом Ужичког партизанског одреда, када су четници под командом Момчила Петровић и Филипа Ајдачића увече 26. септембра 1941. извршили напад на Косјерић. Иако малобројни партизани су успели да одбију напад бројнијих четника. Након тога Штаб Ужичког НОП одреда је у Косјерић упутио Трећу ариљску и Другу пожешку чету. Поновни четнички напад на Косјерић догодио се наредне ноћи 27/28. септембра, а био је одбијен тек наредне ноћи, након огорчених борби у којима су четници били поражени. Након неуспеха у Косјерићу, четници Драже Михаиловића су тежиште свог дејства против партизана пренели на Ужичку Пожегу. Они су најпре од партизанске Команде места тражили да им преда сву власт у граду, што су партизани одбили, након чега су четници извршили мобилизацију раније уписаних добровољаца и окупили их у оближњем селу Глумач, где се налазила њихова Команда места. Неколико дана потом 4. октобра 1941. године четници су са својим јединицама почели да улазе у Пожегу. Пошто су партизани имали наређење да не пуцају, до сукоба је дошло тек након четничког уласка у град. Након борбе која је трајала читаве ноћи, мање бројне партизанске снаге су се ујутро 5. октобра морале повући ка Ужицу. Део партизана се повукао преко села Висибаба, а део се укрцао у воз и кренуо ка Ужицу. Сазнавши за догађаје у Пожеги, командант Ужичког одреда Душан Јерковић је са Првом рачанском четом кренуо ка Пожеги. Како би што пре стигли они су кренули возом, али су код Узића срели воз са партизанима који су се повукли из Пожеге и након тога су преко Висибабе кренули ка Пожеги. До новог сукоба с четницима дошло је на прилазу граду, код моста преко Скрапежа, где се налазила забарикадирана четничка посада. Ова борба је била прекинута на захтев и интервенцију Душана Јерковића, а након тога су четници пристали да упуте свог представника на разговор. Након разговора са Јерковићем, четнички представник је рекао да око даљих преговора морају да се консултују са Штабом на Равној гори, али је договорено да се борбе обуставе док не стигне одговор. Док су трајали преговори, четници су прешли преко моста на Скрапежу и извршили изненадни напад на партизане у коме су успели да заробе једну партизанску десетину и Рачанску чету одбаце ка Висибаби. Након овога Јерковић је започео нове преговоре на којима је настојао да се заоштрени сукоб ублажи. Недуго потом у име Врховног штаба на преговоре је дошао Сретен Жујовић и тада је склопљен договор да четници остану у Пожеги, али да се партизанима омогући слободан рад на организовању Народноослободилачког покрета у Пожеги и околини. Врховни штаб је прешао преко овог четничког оружаног иступа и покушао је да дође до споразума са четницима из Пожеге, што је привремено и успео, па је наредних дана потписан споразум између партизана и четничке команде у Пожеги, који су потписали Сретен Жујовић, у име Главног штаба НОПО Србије и капетан Вучко Игњатовић, у име Команде места војночетничких одреда у Пожеги. Поучен претходним догађајима, Штаб Ужичког одреда је ради сигурности поставио Прву ужичку чету на положајима код села Висибабе, ради евентуалног затварања правца из Пожеге ка Ужицу, док је део Пожешке чете био постављен на положај између Овчар Бање и Пожеге, као и јужно од Пожеге и у рејон села Здравчића.
Успешан напад четника Драже Михаиловића на Пожегу, охрабрио је самозваног четничког војводу Божу Јаворског да организује сличан напад на Ариље и Ивањицу. Најпре је заједно са групом четника из организације Драже Михаиловића 8. октобра 1941. године извршио напад на Ивањицу. Партизани су били изненађени овим нападом, посебно због упутства Штаба Ужичког одреда да се сукоби с четницима на сваки начин избегавају, па је Штаб Моравичке чете донео одлуку да се без борбе повуче из града. Истог дана, четници Боже Јаворског су заузели и Ариље. Они су искористили одлазак Ариљског партизанског батаљона на сектор Вишеграда, када је у граду остала мања партизанска посада која није била у могућности да четницима пружи отпор па се морала повући. Заузимањем Пожеге, Ивањице и Ариља, сва већа места у долини реке Моравице су била стављена под четничку контролу чиме је била прекинута партизанска ослобођена територија. Како је Божа Јаворски припадао четничкој организацији Косте Пећанца, која је отворено сарађивала са Немцима, Штаб Ужичког одреда није хтео да с њим прави споразум, попут оног с четницима Драже Михаиловића у Пожеги, па је донео одлуку о поновном ослобођењу Ариља и Пожеге. Овај задатак био је поверен Ариљском батаљону и Моравичкој чети Ужичког одреда. Под руководством политичког комесара Стевана Чоловића Ариљски партизански батаљон је 18. октобра 1941. године после вишечасовне борбе успео да ослободи Ариље, а затим настави гоњење четника који су се повлачили ка Ивањици. Неколико дана касније, 24. октобра четници Боже Јаворског су се у страху од партизанског напада на град повукли из Ивањице на планину Јавор. Поновним заузимање Ариља и Ивањице, смирила се ситуација на овом делу сектора Ужичког партизанског одреда.
Почетком септембра 1941. године Ваљевски партизански одред је уз помоћ четника Драже Михаиловића, отпочео са блокадом Ваљева. Штаб Ужичког НОП одреда је почетком октобра 1941. године у помоћ ваљевским партизанима послао неколико партизанских чета, које су биле позициониране на правцима Ваљево—Косјерић и Љубовија—Бајина Башта, чиме су бранили правце који са севера воде ка Ужицу. Током времена, „ваљевски фронт“ је постао приоритет Ужичком одреду па су слате нове снаге — укупно девет чета, којима је командовао командант Одреда Душан Јерковић. Након борби код Љубовије, крајем октобра ове снаге су биле пребачене на сектор Крупња, одакле су са Тамнавским батаљоном Ваљевског НОП одреда, затварале правац Ваљево-Косјерић-Ужице. На овом одсеку вођене су сталне борбе против Немаца, а посебно тешки окршаји вођени су против четника. Након пораза код Косјерића, четници су успели да среде своје снаге и крену у нови напад. Након сазнања да је главнина Ужичког одреда упућена на „ваљевски фронт“, они су поново напали и заузели Косјерић, а након тога и село Ражану чиме су пресекли комуникацију Ужице—Ваљево. Овиме је била прекинута веза „ваљевског фронта“ с Ужицем, па је било онемогућено снабдевање партизанских јединица на том одсеку фронта муницијом, храном и оружјем. Такође, ово је изазвало опасност да јака четничка групација нападне с леђа партизанске јединице, ангажоване на „ваљевском фронту“. Схватајући опасност Штаб Ужичког одреда је наредио Првој пожешкој чети да се повуче с фронта и нападне четнике у Ражани, али је овај напад одбијен.
Након пропасти преговора између Јосипа Броза Тита и Драгољуба Драже Михаиловића, вођених 26. октобра 1941. године у селу Брајићима, код Горњег Милановца, дошло је до све отворенијег сукоба између партизана и четника из Михаиловићеве организације. Један од првих инцидената догодио се већ сутрадан 27. октобра у Ужичкој Пожеги када су четници заробили, а потом и убили Милана Благојевића, команданта Првог шумадијског одреда. Пар дана касније одлучили су да изврше напад на Ужице, сматрајући да ће град лако заузети и тиме уништити партизански покрет. Штаб Ужичког одреда је на време сазнао о овом четничком нападу па је предузео извесне мере за одбрану града, а инструкције је добијао од Врховног штаба. У оквиру припрема за одбрану града, са „ваљевског фронта“ су биле повучене Друга ужичка и Друга пожешка чета, којима је командовао Душан Јерковић и оне су упућене ка Карану. Уочи четничког напада на Ужице, у селу Трнави је 31. октобра дошло до сукоба између четника и мање групе бораца Драгачевског батаљона. Бројнији четници су потом почели са гоњењем партизана низ долину реке Лужнице, али су код Пјевчеве механе налетели на положај осталих делова Драгачевског батаљона и делова Прве ужичке и Црногорске чете које су им пружиле снажан отпор. У току ове борбе, ујутро 1. новембра 1941. године на овај положај су стигле Друга ужичка и Друга пожешка чета, са Душаном Јерковићем и одмах се укључиле у борбу. Јерковић је Другу ужичку чету упутио да дејствује путем Црнокоса-Каран, а Другу пожешку да бочно нападне четнике који су одступали испред главнине партизанских снага. Овим дејством четници су брзо разбијени и морали су се повући ка Трнави. Разбијањем ове каранско-рибашевинске четничке групације, она није могла да изврши добијени задатак и да се ујутро 2. новембра, на дан четничког напада на Ужице, нађе на брду Пори и Белом гробљу, крај Ужица.
Четнички напад на Ужице отпочео је у рано јутро 2. новембра 1941. године. Главнину четничког напада чинила је пожешка четничка групација која се на Трешњици сукобила са Првом ужичком четом, која је на овом месту затварала правац Пожега-Ужице и са Четвртом ужичком, четом која је била на Шерељу. Убрзо потом Штаб Ужичког одреда је на Трешњицу упутио и Драгачевски батаљон. Разбијањем веома јаке каранско-рибашевинске чете, која је била разбијена уочи напада, био је поремећен план општег четничког напада на Ужице, али упркос томе бројно јаче четничке снаге су снажно јуришале на партизанске положаје, којима је командовао Слободан Секулић, командант Ужичког батаљона. Пошто нису успели да потисну Прву ужичку чету са Трешњице, четници су је делом снага блокирали, а главнином су продужили напад даље према Ужицу. Након овога из града су упућена појачања која су добила задатак да на сваки начин спрече даљи продор непријатеља. С пристизањем нових јединица борбе су настављене с још већом жестином. На сектору главнине Драгачевског батаљона, где се налазио командант Одреда Душан Јерковић отпочео је противнапад у коме су четници били потиснути ка Трешњици, где је ухваћена веза са Првом ужичком четом, која се пробила из окружења и напала четнике с леђа. Након заузимања Трешњице, партизани су отпочели са гоњењем четника ка Пожеги. Партизанско руководство је сматрало да ће четници свим снагама бранити Ужичку Пожегу, па су ради помоћи даљем командовању у Штаб Ужичког одреда, који се налазио на положају испред Пожеге, послати Сретен Жујовић и Иво Лола Рибар, а упућено је и појачање у виду Друге ужичке и Друге пожешке чете. Ноћу уочи 3. новембра командант Одреда Душан Јерковић и његов заменик Радивоје Јовановић посетили су у Ужицу Врховног команданта Јосипа Броза Тита, кога су информисали о ситуацији на „пожешком фронту“ и изнијели му своју замисао за напад на Пожегу. Након тога они су се вратили на положај, а потом су у селу Здравчићи одржали састанак, коме су поред Јерковића и Јовановића присуствовали — Сретен Жујовић, Милинко Кушић, Слободан Секулић и Богдан Капелан и на коме је план напада детаљно разрађен. У магловито јутро 3. новембра 1941. отпочео је напад на Пожегу, а до поднева све партизанске јединице су успеле да приђу сасвим близу самог града. Борбе су на целом фронту биле жестоке, а јуриши и противнапади су се смењивали један за другим. Успевши да три чете забаце иза леђа четницима, партизани су стекли борбену предност након чега су четници почели са повлачењем па је до послеподнева Пожега поново била ослобођена.
Након неуспелог напада на Ужице и губитка Пожеге, као и неуспелог напада на Чачак, који се догодио у међувремену, четничке снаге су се нашле у сложеној ситуацији па су одлучили да изврше поновни напад на Ужице, који је био поверен капетану Драгославу Рачићу. Он је са својим четницима напустио блокаду Ваљева и упутио се према Косјерићу, који је заузео и са северне стране почео наступање ка Ужицу. Штаб Ужичког одреда је у сусрет четницима послао Драгачевски батаљон и две партизанске чете које су заузеле положај код села Карана. У ноћи 7/8. новембра четници су отпочели са нападом, па су на положаје биле упућене нове партизанске снаге. Жестоке борбе су вођене током читавог дана, а у јутро следећег дана партизани су прешли у противофанзиву и четничке снаге су потиснули ка Косјерићу. Након тога, Ужички одред је наставио са гоњењем четника ка селу Прањанима и Равној гори. За овај подухват била је одређена групација од шест партизанских чета, њима је командовао командант Одреда Душан Јерковић, који је након ослобођења Косјерића направио план даљег наступања партизанских снага ка Равној гори. Четничке снаге су се тада нашле у тешкој ситуацији, јер нису имале довољно муниције, па се четнички командант Драгољуб Михаиловић одлучио на састанак с Немцима, који је био одржан 11. новембра 1941. године у селу Дивцима. Како би се показали као озбиљни преговарачи, четници су два дана касније 13. новембра 1941. године Немцима у оближњем селу Словцу предали групу од 365 заробљених партизана, који су их потом стрељали на Крушику. Упркос овоме Немци, који су већ покренули офанзиву на устаничке снаге, одбили су сарадњу с Михаиловићем и он се морао вратити на Равну гору, на коју је већ отпочела партизанска офанзива. Партизани су наступали из два правца — лева колона је наступала из правца села Субјела и одбацила је снажним ударом четнике преко Тометиног Поља ка Равној гори, док је десна колона успела да савлада јаке четничке снаге код села Душковаца. Видевши да постојеће снаге нису довољне за разбијање четника Душан Јерковић је прегруписао снаге и с њима 15. новембра извршио нови напад на Прањане. Тешке борбе вођене су неколико дана и тек 20. новембра јединице Ужичког одреда, помогнуте јединицама из других одреда су успеле да потисну четнике са свих положаја и набаце их на саму Равну гору. Четници су у овим борбама претрпели тешке губитке и нашли се у безизлазној ситуацији па је Дража Михаиловић затражио примирје од Врховног штаба, који је пристао на преговоре. Преговори између четника и партизана вођени су у Чачку, од 18. до 20. новембра након чега је био потписан споразум о примирју. Прекид ватре и ново примирје с четницима било је лоше примљено код партизанских бораца, јер су од четника претрпели знатне губитке, као и разна зверства па су желели коначни обрачун са њима. У ослобођеним Прањанима, 26. новембра је био одржан партијски састанак с борцима-партијцима на коме је објашњаван значај овакве одлуке Врховног штаба, а истог дана је био одржан и збор грађана и бораца на коме су говорили Петар Стамболић, Милинко Кушић и Душан Јерковић и објашњавали новонасталу ситуацију.

### Кадињача
Како би угушили устанак у Србији, који је постигао широке размере у западној Србији и Шумадији, Немци су половином септембра 1941. године у Србију допремили нове снаге с којима су покренули велику офанзиву, познату као „Прва непријатељска офанзива“. У почетку је главни удар био усмерен против устаничких снага у Мачви, Поцерини, Посавини и Рађевини. Борбе су биле тешке, а најтеже у Мачви, на Церу и Иверку, у долини Јадра и око Крупња. Истовремено немачке трупе су вршиле нечувен терор над цивилним становништву. Исцрпљујућим нападима партизански одреди из Мачве, Посавине и средњег дела Шумадије били су одбачени до линије Краљево—Рудник—Љиг—Ваљево—Крупањ, чиме је главни напад немачких јединица водио према Ужицу. Стезањем оперативног обруча око Ужичке републике, који је водио од Бање Ковиљаче, преко Лознице, Ваљева, Љига, Белановице и Крагујевца до Краљева, створена је операцијска основица за концентричан удар на главне партизанске снаге. Напад на Ужичку републику почео је 25. новембра 1941. године из правца Ваљева је немачка 342. дивизија јаким снагама кренула путем Ваљево—Косјерић ка Ужицу, док је 113. дивизија наступала долином Западне Мораве и Ђетиње надирући ка Ужицу са северне стране. Уз подршку авијације и тенкова, 27. новембра 1941. немачке снаге, које су наступале из правца Ваљева, успеле су да сломе отпор делова Ваљевског, Другог шумадијског и Ужичког одреда и приближе се Ужицу. Сутрадан 28. новембра 1941. немачке снаге су заузеле Бајину Башту и села Костојевиће и Дуб. Истовремено јединице 113. дивизије су увече 28. новембра ушле у Чачак, Мрчајевце, Гружу и Горњи Милановац.
На основу података који су стизали са терена и анализе борбених дејстава Врховни штаб НОПОЈ је проценио да предстоји напад већих размера на слободну територију у западној Србији и Шумадији. Након почетка офанзиве на Ужичку републику Врховни штаб је пратећи развој ситуације схватио да се у новоствореним условима слободна територија не може бранити па је донета одлука да се партизанске болнице и неке јединице делом извуку из градова на планине Тару и Златибор, а делом ка Санџаку. У Ужицу je 26. новембра 1941. године био одржан састанак Врховног штаба са руководиоцима партизанских одреда, на коме их је Тито упознао са дотадашњим развојем непријатељске офанзиве и дао им директиве за даља дејства. Ужички НОП одред је тада добио задатак да са погодних положаја пружи што јачи отпор непријатељу, а затим да се повуче у правцу Златибора и Таре. Након тога Врховни штаб је размотрио ситуацију и из Ужица наредио евакуацију установа и болница на Златибор. Најпре је била упућена болница, која је евакуисана на Палисад и Краљеве Воде. Пошто су Немци у силовитом продору, потпомогнутом артиљеријом, тенковима и авијацијом, заузели Рогачицу и Бајину Башту, они су непосредно угрозили Ужице, у коме се услед недостатка камиона и других превозних средстава, споро и с тешком муком одвијала евакуација тешких рањеника и осталог материјала. Одбрана Ужица, заједно с Врховним штабом и болницама, тада се нашла укљештена између наступајућих колона 342. и 113. пешадијске дивизије, а непосредну опасност чиниле су немачке јединице које су надирале из правца Бајине Баште, јер су избијањем на простор јужно од Ужица могле да пресеку одступницу према Санџаку. У таквој изузетно тешкој ситуацији, Штаб Ужичког НОП одреда је одлучио да на Кадињачу, једини повољан положај за одбрану Ужица из правца од Бајине Баште упути најјачу јединицу којом је тада располагао — ужички Раднички батаљон, који је био ојачан другим деловима Ужичког одреда и са две чете Посавског НОП одреда и једном четом Другог шумадијског одреда.
Увече 28. септембра 1941. године у центру Ужица је постројен Раднички батаљон. Окупљеним борцима тада се обрати командант Ужичког одреда Душан Јерковић и рекао им да су „све очи упрте у њих, да сви људи који ту стоје около, сви рањеници, цео град, са пуно наде гледа у своје браниоце“. Након тога борцима се обратио политички комесар Ужичког одреда Милинко Кушић, који је одржао ватрени говор у коме је рекао да од бранилаца Кадињаче очекује да непријатеља задрже док се евакуација из града не заврши. Након тога, борци су кренули на Кадињачу, удаљену 14 km од Ужица. На положај су стигли у току нићи 28/29. новембар и ту се нашло тачно 270 бораца — из Радничког батаљона, под командом Андрије Ђуровића, две чете из Посавског одреда, које су биле под командом политичког комесара Одреда Боре Марковића и једна чета и Другог шумадијског одреда. Нешто касније камионом је стигао са једним томом из Артиљеријске батерије и Радивоје Јовановић Брадоња, заменик команданта Ужичког Одреда. Све ове јединице биле су под командом Душана Јерковића. Ноћ су провели и оближњим сеоским кућама, а око 6 часова ујутру су заузели положаје. Четама из Посавског и Другог шумадијског одреда Јерковић је дао задатак да поседну сам гребен Кадињаче, а посада пољског топа је била укопана у центру положаја. Поред самог пута су били распоређени борци омладинци с бензинским флашама за уништавање тенкова. Одбрана је садржала две линије — прву са Радничким батаљоном у самом подножју и другу са осталим јединицама на гребену Кадињаче. Непосредно пре напада Душан Јерковић и Андрија Ђуровић су обишли све чете да би се уверили како су борци заузели предвиђене положаје.
Око 8 часова ујутро 29. новембра 1941. године немачке снаге су кренуле из правца села Заглавак ка Кадињачи. Када су се Немци завукли дубоко између прве и друге окуке пута, с Кадињаче је одјекнуо пуцањ партизанског топа, који је био знак за почетак акције. Предњи немачки делови су почели да се повлаче, али су се брзо средили и отворили јаку ватру. Командант Душан Јерковић је по жестини првог окршаја закључио да су немачке снаге одлучиле да се што пре пробију, па је наредио да се предузме све како би се Кадињача што дуже одржала. Све учесталије су одјекивале експлозије од граната и мина, а нарочито се жестока артиљеријска паљба окомила на положај партизанског топа, који је наставио да и даље туче гранатама главну нападачку колону која је дејствовала у захвату друма. На бојишту Кадињаче било је све више мртвих партизанских бораца. Како би што пре сломили отпор на Кадињачи и продрли у Ужице, Немци су две колоне упутили да се забаце иза леђа партизанских снага. Руководство одбране Кадињаче је открило овај покрет непријатеља, али услед јаког непријатељског напада на самој Кадињачи, није могло да повуче снаге које би осујетиле овај план. Након једночасовног снажног артиљеријског напада, Немци су у широком стрељачком строју, отпочели напад на партизанске положаје, желећи да их у фронталном судару што пре разбију одбрану. Упркос великом броју погинулих, партизани су још имали снаге да непријатељу не допусте пробој. Након више немачких јуриша дошло је и до борбе прса у прса. Нешто касније, немачке колоне су избиле са обе стране на превој Кадињаче и почели с бокова да врше притисак на борце Посавског одреда, Орашке чете Другог шумадијског одреда и Друге златиборске чете Ужичког одреда. Упркос упорном партизанском отпору, Немци су их потискивали па је Душан Јерковић, заједно са комесаром Орешке чете Радом Марковићем, повео борце на јуриш, након чега су Немци привремено застали. Након изненађења, Немци су кренули на јуриш па је борба вођена у наизменичним јуришима с обе стране. Иако окружени, преостали живи борци су наставили са борбом, која је око 14 часова почела да јењава и до 14 и 30 је потпуно престала.
Након завршетка борбе немачки војници су корачајући у стрељачком строју ишли преко бојишта и пуцали у рањене борце који су беспомоћно лежали. Код једне крушке, лежао је мртав Андрија Ђуровић командант радничког батаљона, а нешто даље од њега у седећем ставу, ослоњен на један обронак, био је мртав командант Ужичког партизанског одреда Душан Јерковић, који је изгледао као да осматра бојиште. Поред њих двојице у борбама су погинули и Бора Марковић комесар Ужичког одреда, Вукола Дабић, командант места у Ужицу и око 240 партизанских бораца. Мештани села Заглавака су сутрадан сахранили погинуле партизане, али су Немци ископали тело Душана Јерковића и Вуколе Дабића и однели у Ужице, где су их ради застрашивања становништва изложили на Житној пијаци у, на месту где се данас налази Трг партизана. Неколико дана касније њихова тела су однета на брдо Доварје и тамо спаљена.

## Народни херој
Рођена земљо јеси ли знала?
Ту је погино батаљон цео…
Црвена крв је процветала
кроз снежни покров хладан и бео.
Ноћу је и то завејо ветар.
Ипак на југу… војска корача…
Пао је четрнаести километар,
ал` никад неће Кадињача.

део из поеме „Кадињача” Славка Вукосављевића, 
Одлуком Председништва Антифашистичког већа народног ослобођења Југославије (АВНОЈ), а на предлог Врховног команданта Југословенске армије маршала Јосипа Броза Тита за „осведочена херојска дела на бојном пољу и херојско држање пред непријатељем“ проглашен је за народног хероја 25. септембра 1944. године. Истом одлуком за народне хероје проглашени су и други истакнути партизански борци и руководиоци устанка у Србији 1941. године — Филип Кљајић Фића, Ратко Митровић, Милош Дудић и Милан Илић Чича.
у „Билтену Врховног штаба“ број 12—13 (за децембар 1941. и јануар 1942) у делу под називом „Пали у борби смрћу хероја“ међу првима се нашло и Душана Јерковића:
| „ | За време окупаторске офанзиве у Србији, месеца новембра, погинули су, између осталих, херојском смрћу другови: Душан Јерковић, командант Ужичког НОПО; Ратко Митровић, политички комесар Чачанског одреда; Вукота Дабић, командант места у Ужицу; Душан Вишић, политички комесар Ужичког НОП батаљона; Андрија Ђуровић, командант Ужичког радничког батаљона. | ” |

Његово име носи шест основних школа у Републици Србији — у Ужицу, Руми, Инђији, Банатском Карловцу, Костојевићима и Шимановцима. основна школа „Душан Јерковић“ у Руми, од 1953. носи његово име. Основна школа „Душан Јерковић“ у Ужицу од свог оснивања 1955. носи његово име. Испред зграде школе му је 29. новембра 1959. откривена спомен-биста, рад ужичког вајара Милана Верговића. Основна школа „Душан Јерковић“ у Костојевићима, код Бајине Баште носи његово име од 1958. године. Основна школа „Душан Јерковић“ у Инђији од свог оснивања 1959. носи његово име. У дворишту ове школе је 1960. године подигнута му је спомен-биста. Основна школа „Душан Јерковић“ у Банатском Карловцу, код Алибунара од 1956. носи његово име. Од 1978. његово име носи и основна школа у Шимановцима, код Пећинаца, која је матична школа са истуреним одељењима у Дечу, Карловчићу и Сремским Михаљевцима. Такође, још једна основна школа носи његово име, али и име његовог брата Небојше. То је основна школа „Браћа Јерковић“ у београдском насељу Железник, која од 1952. носи ово име. У дворишту школе подигнуте су спомен-бисте Душана и Небојше Јерковића.
Име Душана Јерковића од 1961. носила је основна школа у селу Факовићи, у којој су као учитељи уочи рата радили Душан и његова супруга Јелица. Ова школа је након рат у Босни и Херцеговини укинута, а школска зграда је сада истурено одељење основне школе „Вук Караџић“ из Братунца. Такође, његово име је носила и Учитељска школа у Шапцу, чији је некада био ђак. Ова школа је угашена 1993, а њену традицију наставља Висока школа струковних студија за васпитаче.
Његово име данас носи осам улица у Србији — у Бајиној Башти, Буђановцима, Владичином Хану, Врању, Инђији, Лазаревцу и родном Огару, док име Браће Јерковић носе четири улице — у Београду, Прокупљу, Смедереву и Шиду. Улица у Београду која носи назив по Браћи Јерковић добила је овај назив 1946. године. Насеље изграђено 1960-их година у њеној непосредној близини носи назив насеље Браће Јерковић. У центру насеља, испред зграде Месне заједнице, 1979. подигнут им је споменик, рад вајара Радмиле Граовац.
Раднички батаљон Ужичког партизанског одреда је за подвиг на Кадињачи, најпре 1961. одликован Орденом заслуга за народ са златном звездом, а 19. септембра 1979. председник СФРЈ Јосип Броз Тито га је за „беспримерно јунаштво, за часно извршен задатак у борби без одступања пред надмоћнијим непријатељем на Кадињачи 29. новембра 1941. године“ одликовао Орденом народног хероја. На Кадињачи, на месту погибије Радничког батаљона 1952. је подигнут споменик, на који су уклесани стихови песника Славка Вукосављевића, а 1979. подигнут је спомен-комплекс, чији су аутори вајар Миодраг Живковић и архитекта Александар Ђокић.
У подножју ужичког гробља Доварје, на двадесетседму годишњицу ослобођења Титовог Ужица, 24. септембра 1968. на месту где су децембра 1941. спаљени посмртни остаци Душана Јерковића и Вуколе Дабића подигнуто је спомен-обележје „Ломача“ чији су аутори архитекта Угљеша Богуновић и вајарка Милица Рибникар-Богуновић. Испод споменика се налази запис песника Славка Вукосављевића — децембра 1941. на овом месту немачки окупатори су спалили тела погинулих револуционара Вуколе Дабића, радника, команданта партизанског Ужица и Душана Јерковића, учитеља, команданта Ужичког партизанског одреда, али ломачом се не уништи пламен.

## Галерија
- Споменик Душану Јерковићу у Бајиној Башти, рад вајара Ота Лога из 1987.
- Спомен-комплекс Кадињача
- Спомен-комплекс Кадињача
- Спомен-комплекс Кадињача
- Споменик Браћи Јерковић у насељу Браћа Јерковић у Београду. Спомен-бисте су рад вајарке Радмиле Граовац из 1979.
- Орден народног хероја